# Euploea transfixa
Euploea transfixa is een vlinder uit de familie Nymphalidae. De wetenschappelijke naam van de soort is voor het eerst geldig gepubliceerd in 1856 door Xavier Montrouzier.